# 新格里戈里夫卡 (諾維布格區)
47°48′37″N 32°18′59″E / 47.81028°N 32.31639°E
新格里戈里夫卡（烏克蘭語：Новогригорівка），是烏克蘭南部的村莊，隸屬尼古拉耶夫州的巴什坦卡區。該村面積0.17平方公里，海拔高度89米，2001年人口49，人口密度每平方公里288.2人。